# Липовка (Атюр'євський район)
Ли́повка (рос. Липовка, ерз. Пакся Кяргоня) — присілок у складі Атюр'євського району Мордовії, Росія. Входить до складу Мордовсько-Козловського сільського поселення.
Населення — 20 осіб (2010; 59 у 2002).
Національний склад станом на 2002 рік:
- мордва — 100 %